# Maghadena ingridae
Maghadena ingridae là một loài bướm đêm trong họ Noctuidae.